# Joseph Wirth
Karl Joseph Wirth (ur. 6 września 1879 we Fryburgu Bryzgowijskim, zm. 3 stycznia 1956) – niemiecki polityk.

## Życiorys

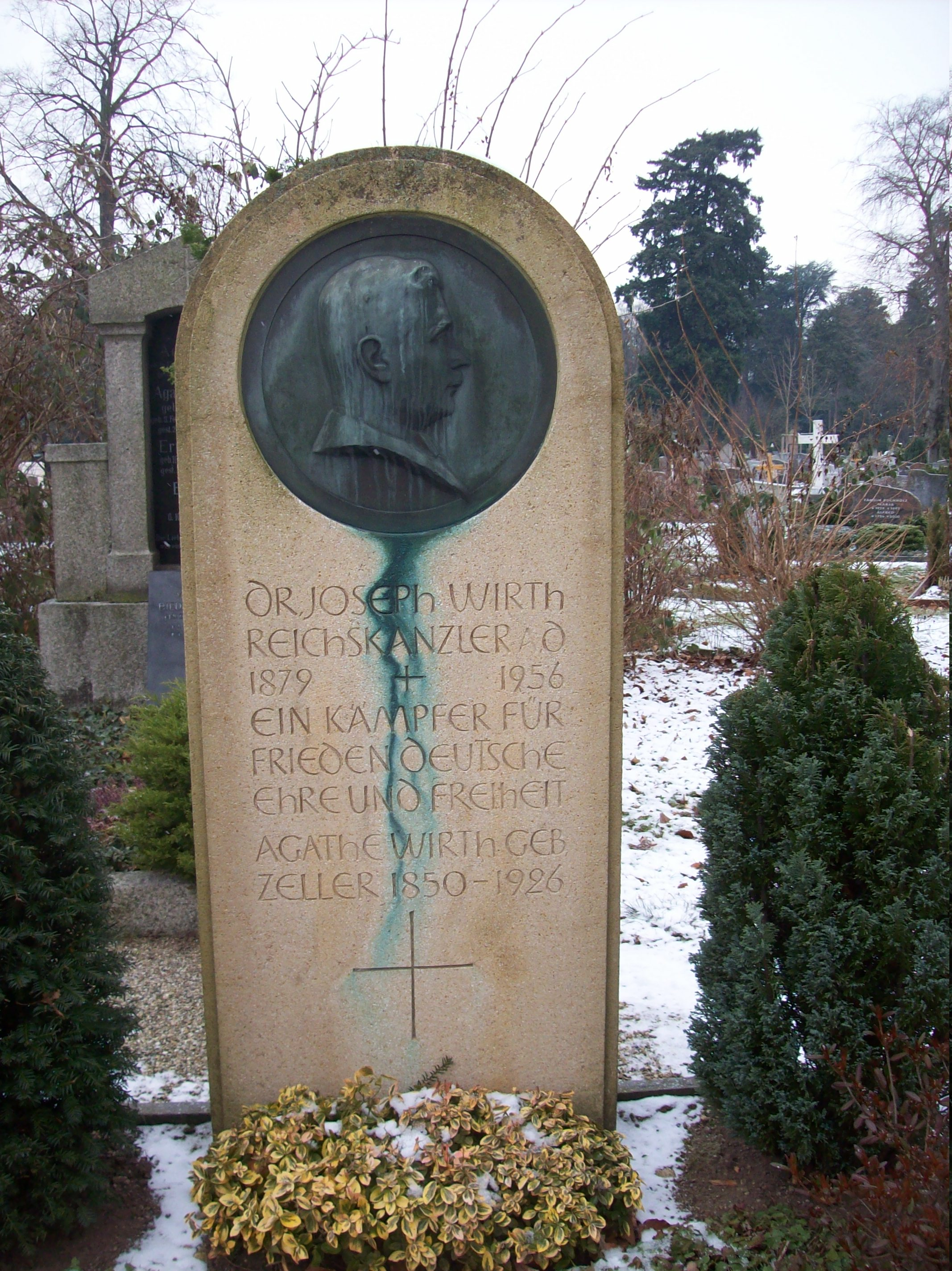
Grób Josepha Wirtha na głównym cmentarzu we Fryburgu

Należał do Partii Centrum. W latach 1921–1922 pełnił funkcję kanclerza Niemiec. Jako zwolennik porozumienia z krajami zachodnimi, razem z ministrem spraw zagranicznych Waltherem Rathenau’em rozpoczął politykę możliwie jak najbardziej regularnego spłacania nałożonych na Niemcy odszkodowań wojennych. Chciał jednocześnie pokazać światu, że Niemcy nie są zdolne do spłacenia pełnej kwoty reparacji. 1920-1921 minister finansów, Minister terenów okupowanych w drugim rządzie Müllera, minister spraw wewnętrznych Rzeszy w pierwszym gabinecie Brüninga (1930–1931). Według Andrzeja J. Kamińskiego, miał głosić tezę, że w okresie międzywojennym Polska rozważała napaść na Niemcy.

## Pierwszy rząd Wirtha: od 10 maja do 22 października 1921
- Joseph Wirth (Partia Centrum) – kanclerz Rzeszy i minister finansów
- Gustav Bauer (Socjaldemokratyczna Partia Niemiec) – wicekanclerz i minister skarbu
- Friedrich Rosen(inne języki) – minister spraw zagranicznych
- Georg Gradnauer(inne języki) (Socjaldemokratyczna Partia Niemiec) – minister spraw wewnętrznych
- Robert Schmidt (Socjaldemokratyczna Partia Niemiec) – minister gospodarki
- Heinrich Brauns(inne języki) (Partia Centrum) – minister pracy
- Eugen Schiffer(inne języki) (Niemiecka Partia Demokratyczna) – minister sprawiedliwości
- Otto Gessler (Niemiecka Partia Demokratyczna) – minister obrony narodowej
- Wilhelm Groener – minister transportu
- Andreas Hermes(inne języki) (Partia Centrum) – minister wyżywienia

Zmiany gabinetowe
- 29 maja 1921 – Walther Rathenau (DDP) wstąpił do rządu na stanowisko ministra odbudowy Niemiec

## Drugi rząd Wirtha: od 26 października 1921 do 14 listopada 1922
- Joseph Wirth (Partia Centrum) – kanclerz Rzeszy i minister spraw zagranicznych
- Gustav Bauer (Socjaldemokratyczna Partia Niemiec) – wicekanclerz
- Adolf Köster(inne języki) (Socjaldemokratyczna Partia Niemiec) – minister spraw wewnętrznych
- Andreas Hermes(inne języki) (Partia Centrum) – minister finansów i wyżywienia
- Robert Schmidt (Socjaldemokratyczna Partia Niemiec) – minister gospodarki
- Heinrich Brauns (Partia Centrum) – minister pracy
- Gustav Radbruch (Socjaldemokratyczna Partia Niemiec) – minister sprawiedliwości
- Otto Gessler (Niemiecka Partia Demokratyczna) – minister Reichswehry
- Johannes Giesberts(inne języki) (Partia Centrum) – minister poczty
- Wilhelm Groener – minister transportu

Zmiany gabinetowe
- 1 lutego 1922 – Walther Rathenau (DDP) zastąpił Wirtha na stanowisku ministra spraw zagranicznych. Wirth pozostał nadal kanclerzem
- 10 marca 1922 – Anton Fehr(inne języki) (Bawarska Partia Chłopska) zastąpił Hermesa na stanowisku ministra wyżywienia. Hermes pozostał na urzędzie ministra finansów
- 24 czerwca 1922 – po zamordowaniu Rathenaua przez Erwina Kerna i Hermanna Fischera z Organizacji Konsul stanowisko ministra spraw zagranicznych ponownie objął Joseph Wirth.